# ۶۵۸ (میلادی)
سال ۶۵۸  یک سال مشترک بود که از دوشنبه در تقویم ژولیانی شروع می‌شد. نام‌گذاری این سال با عدد ۶۵۸ از اوایل قرون وسطی، زمانی که تقویم آنو دومینی به روش رایج در اروپا برای نامگذاری سال‌ها تبدیل شد، مورد استفاده قرار گرفته است.

## رویدادها[۱]
- زمین‌لرزه در بصره. این زمین لرزه که در ۳۷-۳۸هجری روی داد آسیبی به بار نیاورد.

بر اساس مکان
امپراتوری بیزانس
- امپراطور کنستانس دوم به شبه جزیره بالکان لشکرکشی کرد و آوارها را در مقدونیه شکست داد. او موقتاً حکومت بیزانس را دوباره برقرار کرد و برخی از آنها را برای مبارزه با خلافت راشدین در آناتولی اسکان داد (تاریخ تقریبی).

اروپا
- کنفدراسیون قبایل اسلاو پس از مرگ پادشاه سامو از هم پاشید. یک قلمرو اسلاو از بقایای پادشاهی در کارینتیا (اتریش امروزی) تشکیل شد و آوارها بیشتر قلمرو آن را در مجارستان تصرف کردند (تاریخ تقریبی).

بریتانیا
- نبرد پئونوم: شاه سنوال و ساکسون‌های وسکس به دامونیا (جنوب غربی انگلستان) حمله می‌کنند. آنها در پنسل‌وود در سامرست پیروز می‌شوند و مرز دامونیا-وسکس در رودخانه پارِت (River Parrett) (تاریخ تقریبی) تعیین می‌شود.

- شورشی به رهبری سه اشراف‌زاده مرسیایی (ایمین، ایتا و ایدبرت) وولفر (پسر شاه پندا) را به عنوان حاکم مرسیا منصوب می‌کند و هواداران شاه اوسویو از نورثامبریا را بیرون می‌راند.

آسیا
- راهبان بودایی چینی، ژی یو و ژی یو، چندین ارابه رو به جنوب را برای شاهزاده ژاپنی تنجی بازسازی می‌کنند. این وسیله‌ای مربوط به قرن سوم است که توسط ما جون ساخته شده و به عنوان یک وسیله نقلیه قطب‌نمای مکانیکی عمل می‌کند (طبق نیهون شوکی).

- نیروهای چینی، خاقانات ترک غربی (آسیای مرکزی) را شکست می‌دهند. خاقانات غربی به دست نشانده سلسله تانگ تبدیل می‌شود. در طول خلاء قدرت، قبایل تورگش به عنوان قدرت پیشرو ظهور می‌کنند (تاریخ تقریبی).

خلافت راشدین
- آوریل: عمرو بن عاص و ابوموسی اشعری توافق‌نامه حکمیت را که سال قبل به نبرد صفین پایان داده بود، منعقد کردند و خلیفه علی را برکنار و معاویه را به عنوان خلیفه مشروع اعلام کردند. این امر به شدت به جایگاه علی در میان خلافت آسیب می‌رساند و راه را برای پایان فتنه اول هموار می‌کند.

- ژوئیه: عمرو بن عاص با سوءاستفاده از اختلافات داخلی که در نتیجه حکمیت و قیام خوارج در جناح خلیفه علی رخ داده بود، با ارتشی از سوریه وارد مصر می‌شود و استانی را که سیزده سال قبل رهبری می‌کرد، بازپس می‌گیرد و خود را با توافق معاویه فرماندار اعلام می‌کند. محمد بن ابی بکر، فرماندار مصر که توسط علی منصوب شده بود، تحت فشار بسیاری از سربازان مسلمان که اکنون معاویه را به عنوان خلیفه مشروع می‌بینند و همچنین محبوبیت بالای عمرو، استان را بدون خونریزی تسلیم می‌کند و علی را از ثروتمندترین استان خلافت محروم می‌کند و جایگاه او را بیش از پیش تضعیف می‌کند. ابی بکر بعداً برخلاف دستور عمرو، یا به دستور معاویه یا توسط سربازان سوری در یک اعدام دسته جمعی کشته شد.

- ۱۷ ژوئیه: در نبرد نهروان، خلیفه علی قاطعانه شورش خوارج را شکست داد که آخرین نبرد از فتنه اول بود.

## زادگان[۱]
- ویلیبرورد، مبلغ مذهبی آنگلوساکسون

## درگذشتگان[۱]
- سلاخ مک مائل کوبا (Cellach mac Máele Coba) ، پادشاه عالی ایرلند

- چو سویلیانگ، صدراعظم سلسله تانگ (متولد ۵۹۷)

- کلوویس دوم، پادشاه نوستریا و بورگوندی (یا 657)

- دو ژنگلون، صدراعظم سلسله تانگ

- ارچینولد، شهردار کاخ نوستریا

- جاجانگ، راهب بودایی کره ای (متولد ۵۹۰)

- جودیکیل، پادشاه عالی دومینونی (Domnonée)

- سامو، پادشاه اسلاوها (کارنتیا)

- یوچی گونگ، ژنرال سلسله تانگ (متولد ۵۸۵)